# Porcellana Medici

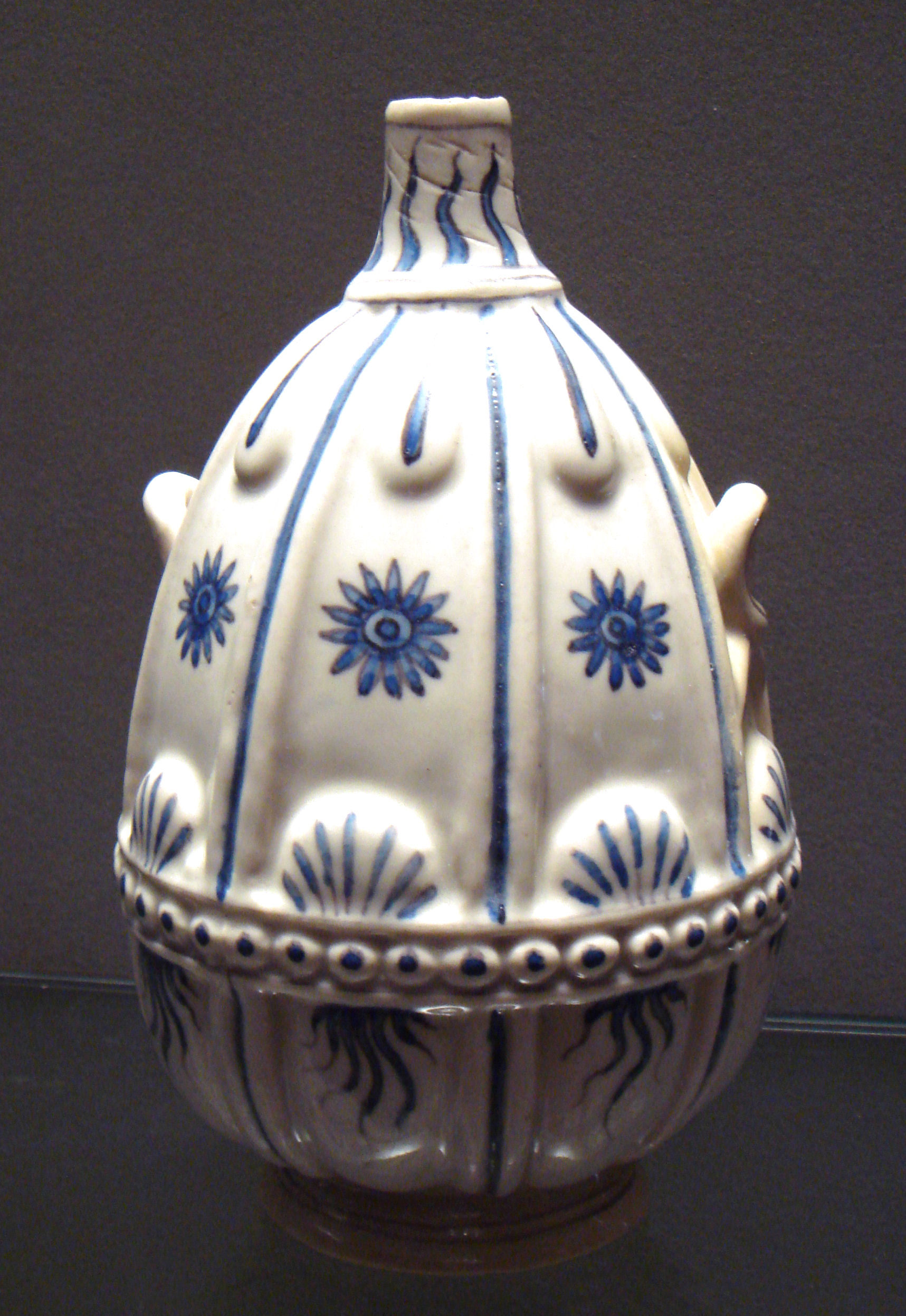
Vaso di porcellana Medici, 1575-1587.

La porcellana Medici fu il primo tentativo ad aver successo in Europa nell'imitazione della porcellana cinese bianca e blu, con una tecnica detta "a pasta tenera", affine a quella della maiolica. La manifattura sperimentale era ospitata nel Casino di San Marco a Firenze fra il 1575 ed il 1587, sotto il patrocinio di Francesco I de' Medici, Granduca di Toscana. Un segno dipinto della cupola del Brunelleschi e una lettera maiuscola F compaiono sulla parte inferiore di alcuni pezzi, altri recano le palle, le sfere che compaiono nello stemma dei Medici. Mai commercializzate, le porcellane Medici venivano a volte utilizzate come doni diplomatici: ad esempio, pezzi superstiti recano le insegne di Filippo II di Spagna.

## Storia

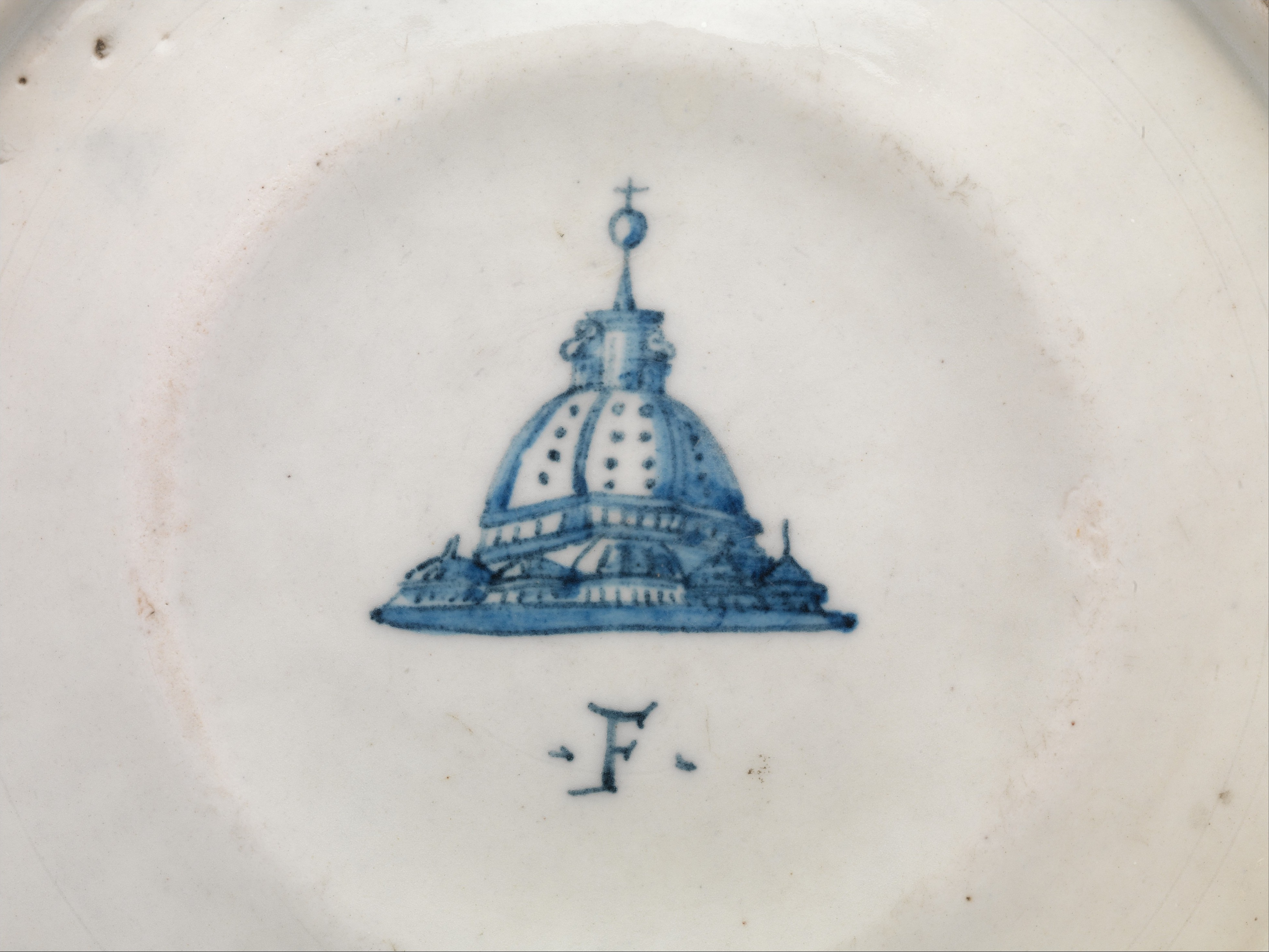
Il marchio della Porcellana Medici

Giorgio Vasari scrisse, nell'edizione del 1568 delle sue Vite, che Bernardo Buontalenti stava lavorando alla scoperta dell'arte della porcellana, ma non vi sono tracce che ottenne qualche successo. I primi successi vennero documentati nel 1575 dall'ambasciatore della Repubblica di Venezia, Andrea Gussoni, che menzionò, nel suo dispaccio alla Serenissima, come Francesco aveva scoperto il sistema di produzione delle "porcellane d'India" (Indie orientali). Gussoni citava in particolare le quattro qualità che avevano reso desiderabile la porcellana auspicabile, oltre alla sua rarità esotica:
(Andrea Gussoni)
Tuttavia, l'intera produzione fu, in ultima analisi, di durata relativamente breve: la temperatura di cottura elevata per le tecnologie disponibili nel XVI secolo, con conseguenti costi di produzione esorbitanti, fecero sì che la fabbricazione si interrompesse dopo la morte di Francesco nel 1587.

## Descrizione

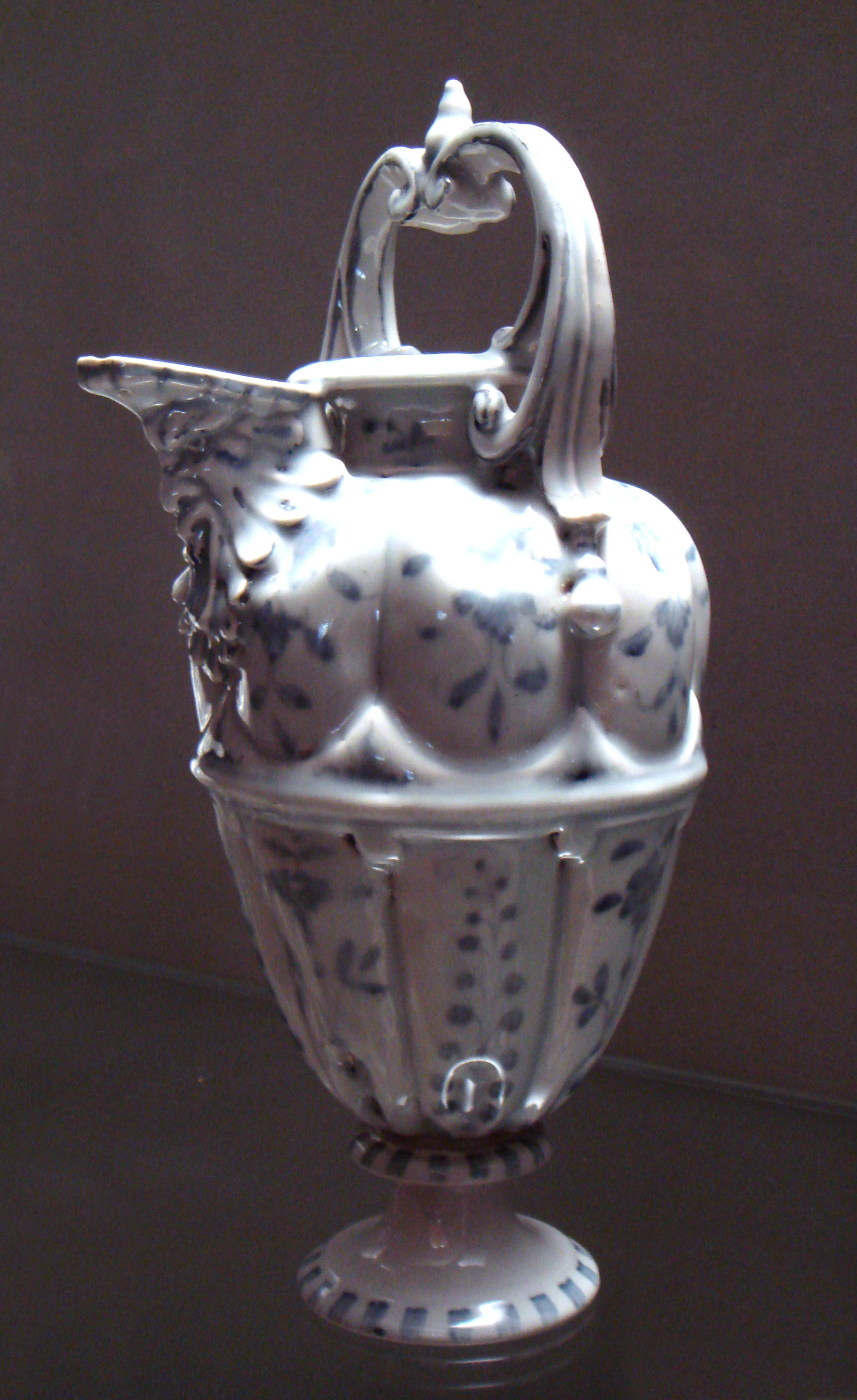
Porcellana Medici, 1575-1587.

Il corpo delle porcellane Medici era un tipo di pasta di porcellana tenera, composto da argilla bianca contenente polvere di feldspato, fosfato di calcio e wollastonite (CaSiO3) con quarzo. Lo smalto conteneva fosfato di calcio, indicava che veniva usata la tecnica islamica di utilizzare osso calcinato per fare uno smalto bianco opaco Ne risultava un manufatto traslucido ma leggermente vetroso al tatto. Seguendo i canoni classici della porcellana cinese bianca e blu, le decorazioni erano dipinte in blu sotto lo smalto, che dava una gamma di tonalità che andava da un brillante blu cobalto al grigio. Alcuni pezzi avevano delle tracce di manganese: un singolo pezzo, decorato in verde e giallo, si trova a Brunswick e un altro in una collezione privata.
Le forme erano derivate dalle maioliche coeve e dai modelli d'argento; si andava dal più grande dei catini alle brocche, ai piatti, fino alle piccole ampolle. I motivi decorativi erano eseguiti a imitazione di quelli cinesi in bianco e blu, o di quelli turchi (ceramiche di İznik) o, più raramente, a imitazione di maiolica con figure grottesche. Entrambe le ceramiche, cinesi e turche, erano presenti nelle collezioni della famiglia Medici da oltre un secolo: ad esempio nel 1478, come un pregiato dono del mamelucco Sultano d'Egitto, erano stati inviati a Lorenzo de' Medici "grandi vasi di porcellana, come mai se ne erano visti prima". 

## Retaggio

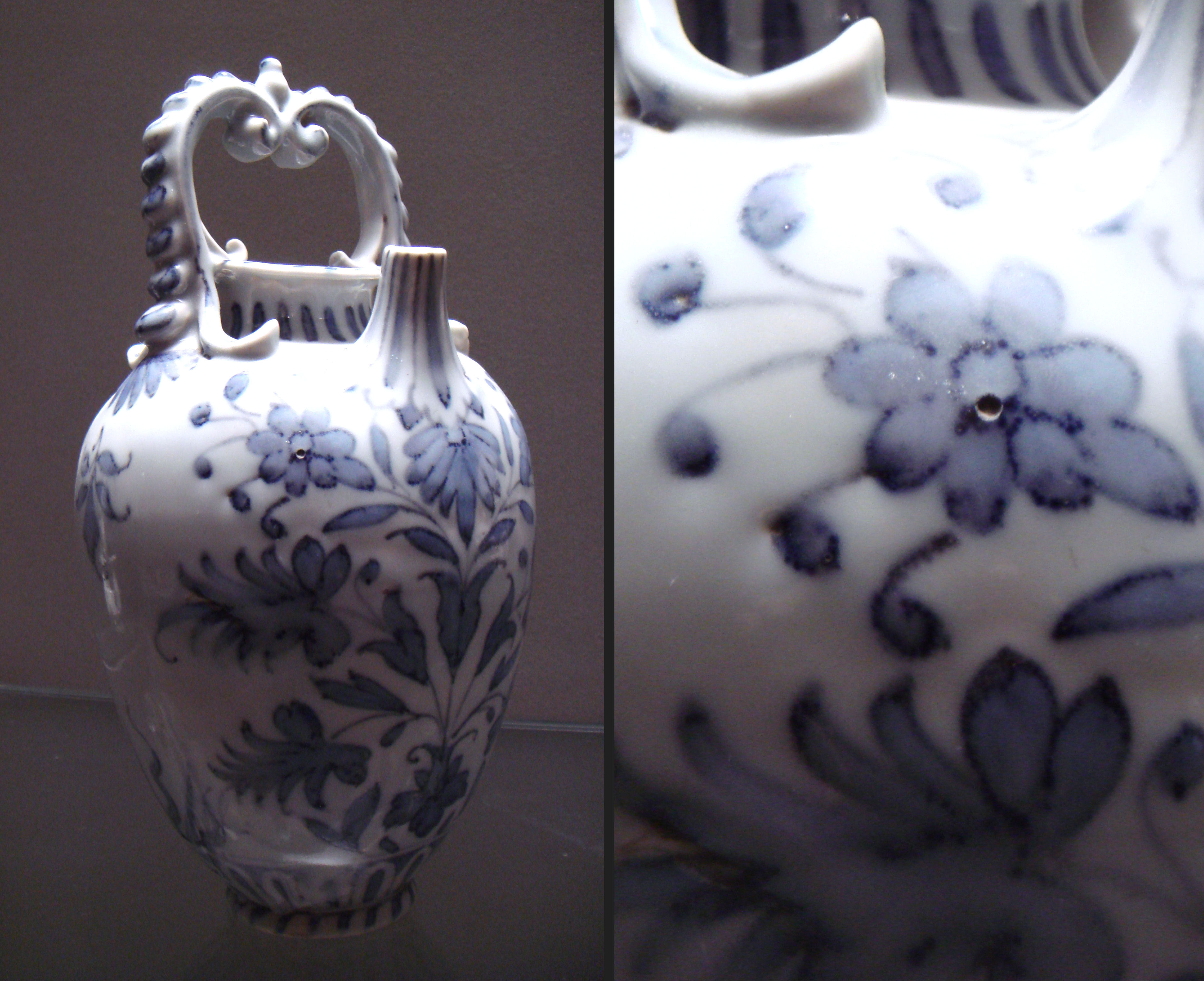
Porcellana Medici, Bottiglia (circa 1575–1587) con dettaglio di un'imperfezione sulla superficie, Museo del Louvre, Parigi.

Quando Francesco morì, il suo fratello minore cardinale Ferdinando de' Medici ereditò il titolo di granduca. Ferdinando portò la sua pregiata collezione di porcellane cinesi Medici con sé a Firenze dalla Villa Medici di Roma, insieme con i suoi dipinti e pregiate antichità romane.
Il successivo tentativo in Europa, di fabbricare porcellane, venne fatto dalla manifattura di Rouen in Francia nel 1673.
Nel XVIII secolo le porcellane a pasta tenera, con le loro crepe di cottura e i rigonfiamenti degli smalti, godevano ormai di scarso interesse dopo la diffusione della tecnica a pasta dura e a Firenze gli eredi dei Medici della Casa di Lorena tennero sempre in minor conto le porcellane dei Medici. Nel 1772 in una vendita all'asta di oggetti dei magazzini di Palazzo Vecchio vennero disperse le porcellane dei Medici conservate in Toscana. L'inventario del 1588 stilato dopo la morte di Francesco, registrava la presenza di 310 pezzi. Oggi ne sopravvivivono soltanto sessanta o settanta pezzi.
Di esse non si parlò più fino alla metà del XIX secolo, quando si verificò un risveglio di interesse su di esse.

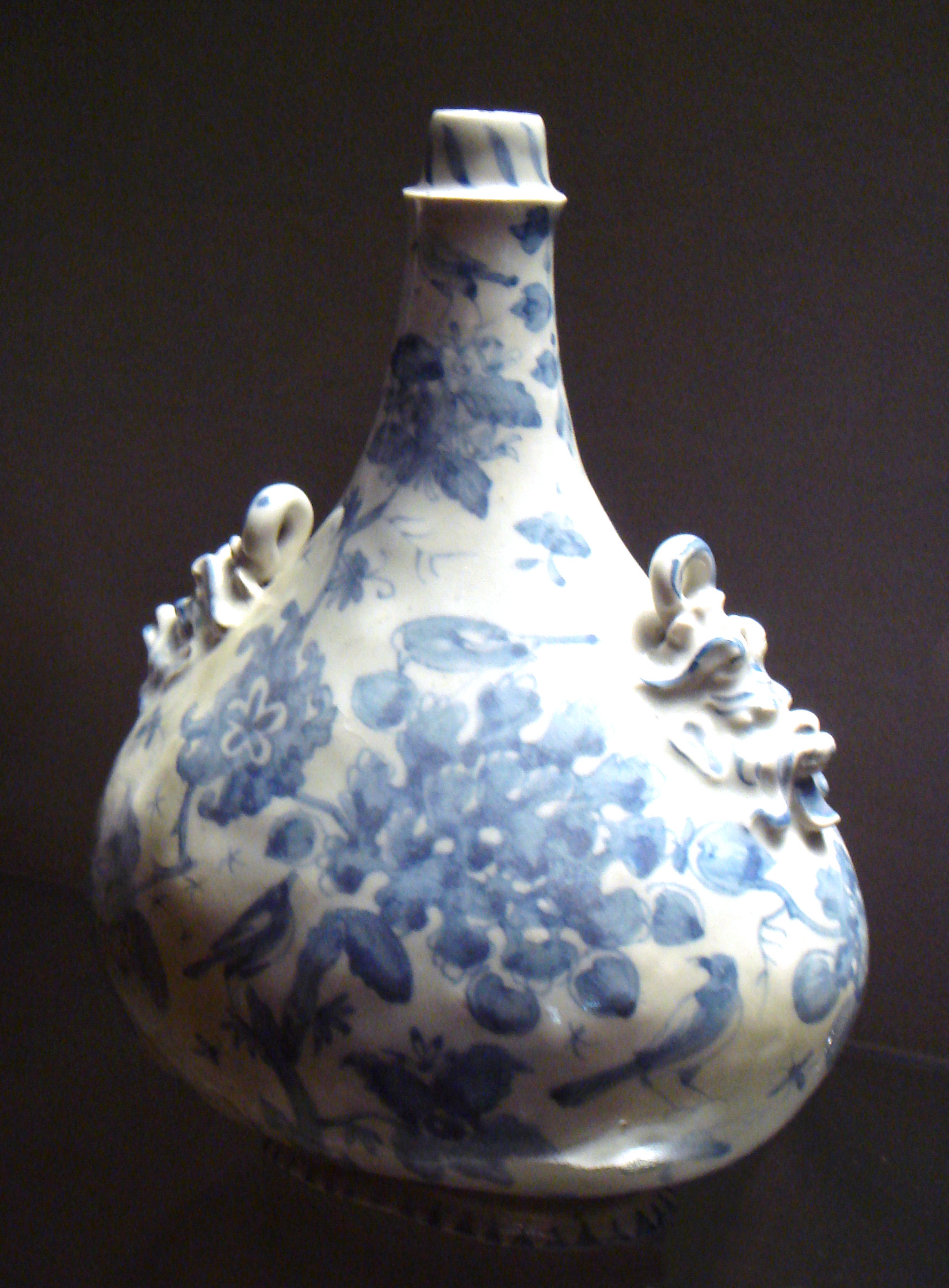
Porcellana Medici, 1575-1587.
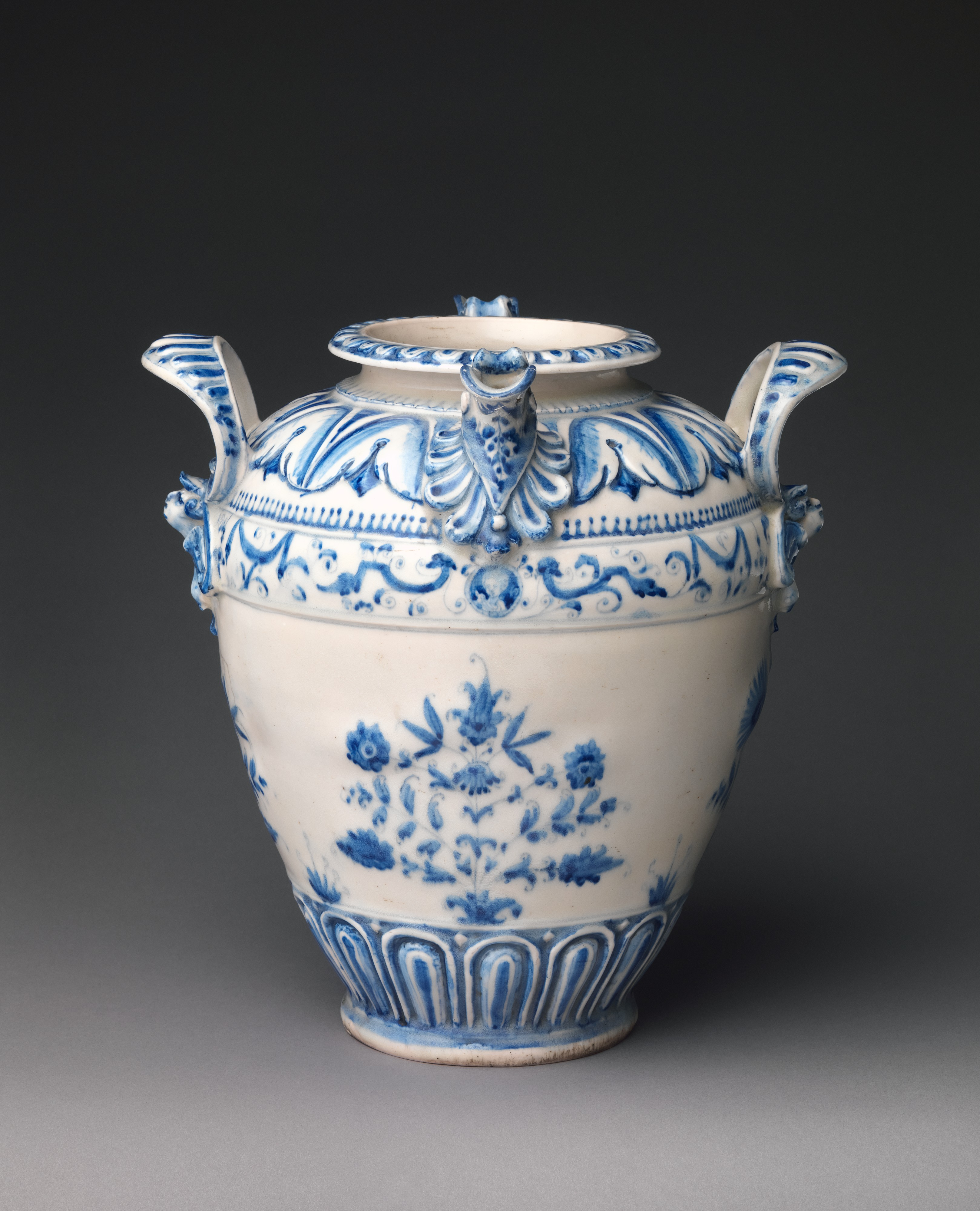
Brocca, 1575–80 circa, coll. Metropolitan Museum of Art
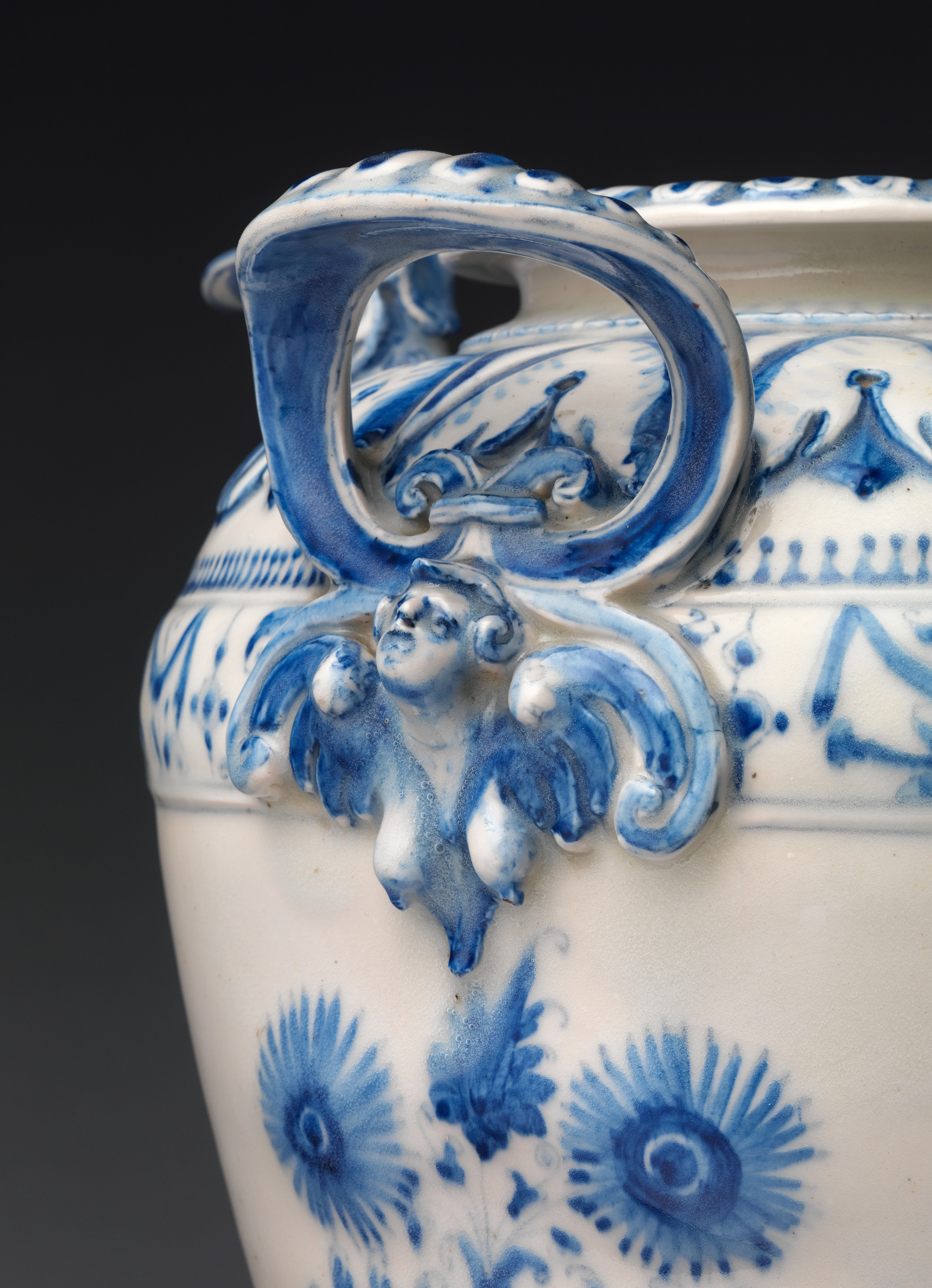
Dettaglio del manico
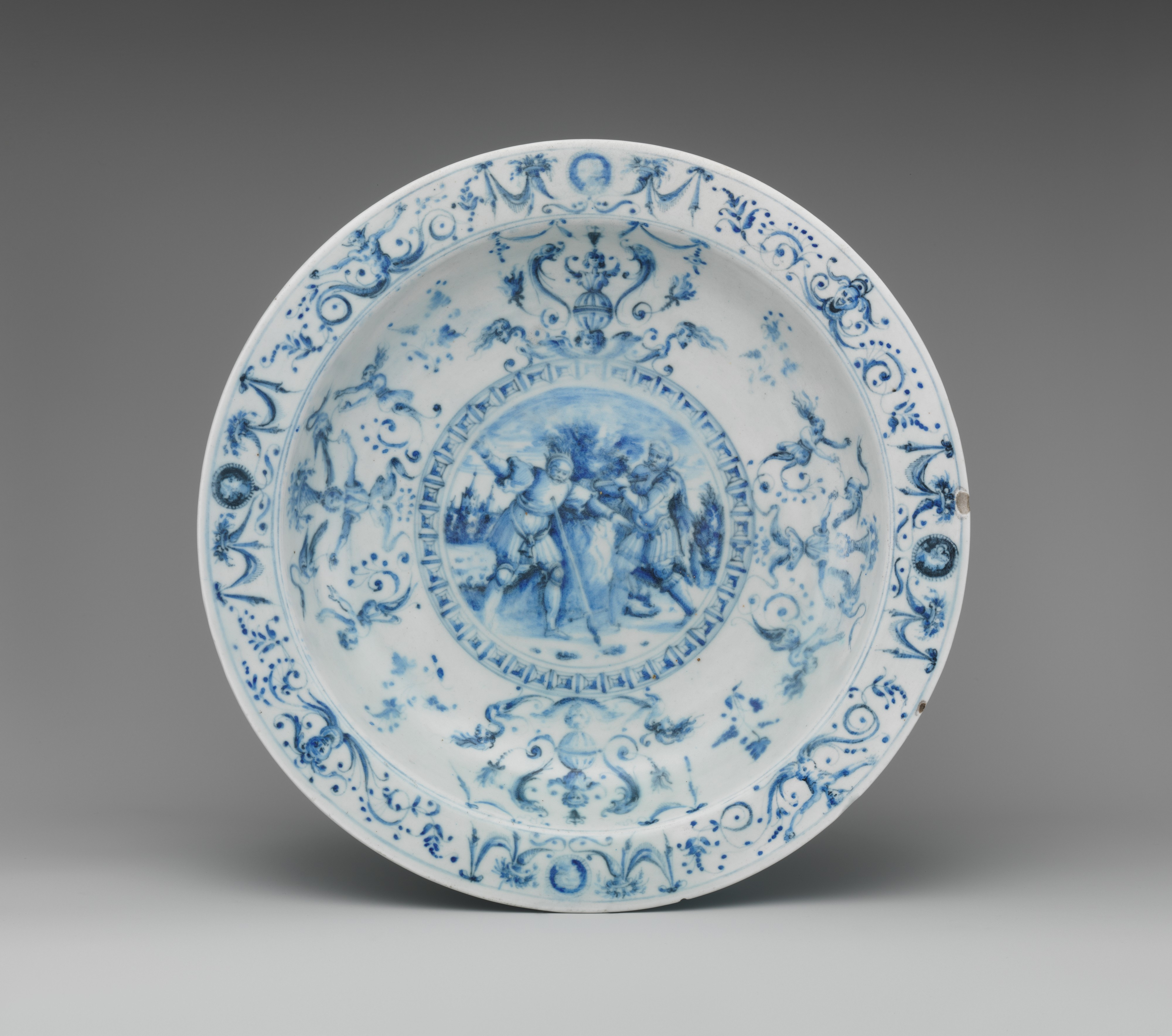
Piatto con la Morte di Saul dall'incisore tedesco Sebald Beham, 1575–80 circa
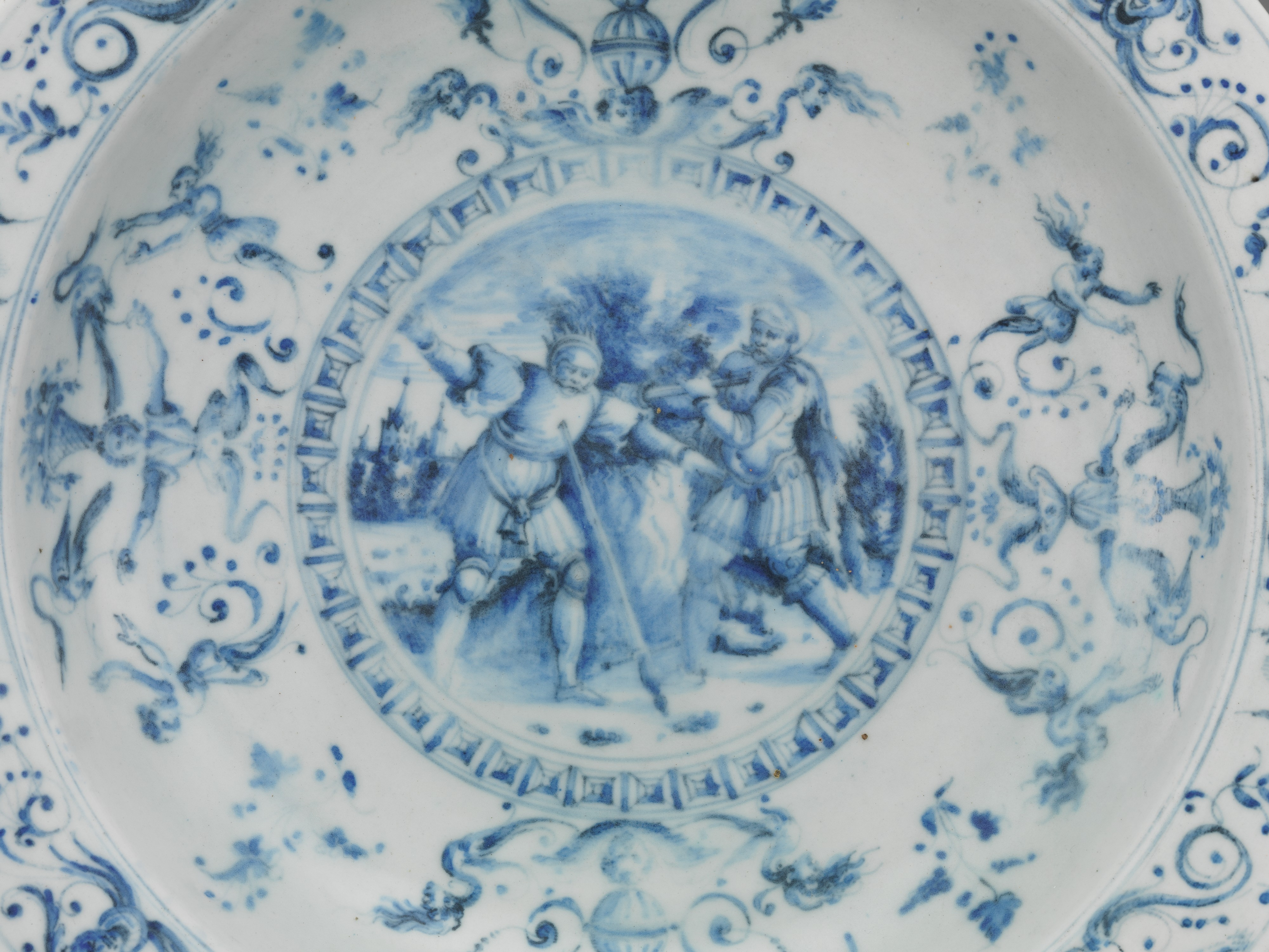
Dettaglio del piatto